# Marty Stuart
John Marty Stuart (Philadelphia (Mississippi), 30 september 1958) is een Amerikaanse country- en bluegrassmuzikant (zang, gitaar). Actief sinds 1968, toerde Stuart aanvankelijk met Lester Flatt en vervolgens in de roadband van Johnny Cash, voordat hij begin jaren 1980 als soloartiest begon. Zijn grootste commerciële succes kwam in de eerste helft van de jaren 1990 bij MCA Records Nashville. Stuart heeft meer dan twintig studioalbums opgenomen en heeft meer dan dertig keer in de hitlijsten van de Billboard Hot Country Songs gestaan. Zijn hoogst geplaatste hit is The Whiskey Ain't Workin, een duet met Travis Tritt. Stuart heeft ook vijf Grammy Awards gewonnen uit zestien nominaties. Hij staat bekend om zijn combinatie van rockabilly-, countryrock- en bluegrassmuziekinvloeden, zijn frequente samenwerkingen en coversongs en zijn kenmerkende podiumkleding. Stuart is ook lid van de Grand Ole Opry en de Country Music Hall of Fame.

## Biografie
John Marty Stuart werd geboren in Philadelphia, Mississippi op 30 september 1958. Stuart leerde als kind gitaar en mandoline spelen en op 12-jarige leeftijd werd hij lid van de bluegrassband The Sullivans. Terwijl hij lid was van deze band, ontmoette Stuart de mandolinist Roland White, een lid van de begeleidingsband van Lester Flatt. White nodigde Stuart uit om met Flatt op te treden tijdens een concert in Delaware in 1972, wat ertoe leidde dat hij een vast lid van die band werd. Hij bleef in deze hoedanigheid toeren tot Flatt in 1978 met pensioen ging en nam datzelfde jaar het onafhankelijke album With a Little Help from My Friends op. Hierna trad Stuart op met Vassar Clements en Doc Watson, voordat hij zich in 1980 bij de band van Johnny Cash voegde. In 1982 bracht hij het tweede album Busy Bee Cafe uit bij Sugar Hill Records. Het album bestond uit een jamsessie met een aantal country- en bluegrassartiesten zoals Cash, Watson en Earl Scruggs. In 1985 vergezelde Stuart Johnny Cash naar Memphis en speelde hij op het album Class of 55 met Carl Perkins, Roy Orbison en Jerry Lee Lewis. Aan het einde van de sessie presenteerde Perkins hem zijn gitaar. Later dat jaar verliet Stuart de band van Cash en sloot een platencontract met Columbia Records
Stuart bracht in 1985 zijn titelloos debuutalbum uit bij Columbia. Het album was verantwoordelijk voor Stuarts eerste hit in de hitlijst bij de Billboard Hot Country Songs met zijn eerste singlepublicatie Arlene. Drie andere singles van het album in 1986 zijn Honky Tonker en All Because of You, beide geschreven door Steve Forbert, en Stuarts eigen Do You Really Want My Lovin. Deze nummers waren echter minder succesvol in de hitparade. AllMusic schrijver Jim Worbois gaf het album een gemengde recensie en verklaarde dat het geen geweldig album was, maar iets interessanter gemaakt door enkele van de mensen die op de plaat verschenen en de opname van twee Steve Forbert-nummers. Hij nam het tweede album Let There Be Country op voor Columbia, dat in 1988 twee singles in de hitlijst bracht: de Merle Haggard compositie Mirrors Don't Lie en Matches. Vanwege de ondermaatse prestaties van de singles, koos Columbia ervoor om het album niet uit te brengen en Stuart verliet het label om terug te keren naar Mississippi.

### 1989-1991: begin van MCA-records
Nadat hij zich kort weer bij The Sullivans had gevoegd, keerde hij terug naar Nashville en tekende bij MCA Records in 1989. Dat label bracht dat jaar het album Hillbilly Rock uit. Gecoproduceerd door Tony Brown en sessiegitarist Richard Bennett, bracht het album vier singles in de Hot Country Songs hitlijst. De eerste was de cover Cry! Cry! Cry! van Cash, gevolgd door Don't Leave Her Lonely Too Long, die Stuart schreef met songwriter Kostas. Hoewel deze niet succesvol waren in de hitlijsten, werd het album Hillbilly Rock (geschreven door Paul Kennerley) Stuarts eerste top-tien countryhit in 1990. De uiteindelijke publicatie van het album was Western Girls, waaraan Stuart ook mee schreef. Hillbilly Rock werd met goud gecertificeerd door de Recording Industry Association of America (RIAA) in 1997 voor de verkoop van 500.000 exemplaren.
Zijn tweede MCA-album Tempted volgde in 1991. Het album bracht vier singles in de Hot Country Songs tussen 1991 en 1992: Little Things, Till I Found You, Tempted en Burn Me Down, waarvan alle, behalve Till I Found You, de top tien bereikten. Bennett en Brown bleven aan als producenten, waarbij de eerste naast Stuart ook bijdroeg op zowel gitaar als mandoline. Kennerley en Kostas droegen bij als zowel songwriters als achtergrondzangers. Billy Thomas en Ray Herndon waren ook achtergrondzangers op sommige nummers, die toen ook opnamen maakten bij MCA in McBride & the Ride. Jana Pendragon van AllMusic gaf het album vier-en-een-half sterren van de vijf, in vergelijking met Dwight Yoakams Hillbilly Deluxe in stijl.
Eveneens in 1991 schreef Stuart samen met Travis Tritt het nummer The Whiskey Ain't Workin'. Opgenomen op diens album It's All About to Change uit 1991, werd dit nummer uitgebracht tussen Tempted en Burn Me Down in. Het zou Stuarts hoogst geplaatste hit worden en bereikte begin 1992 nummer #2 in de Hot Country Songs. Stuart won ook zijn eerste Grammy Award voor «Best Country Collaboration with Vocals» dat jaar. Het succes van dit nummer leidde er ook toe dat de twee tournees in 1992 als de No Hats Tour, een verwijzing is naar het feit dat in tegenstelling tot de meeste hedendaagse countrymuzikanten, Tritt noch Stuart een cowboyhoed droegen.

### 1992-95: Einde van MCA-periode
Zijn volgende MCA-album This One's Gonna Hurt You kwam uit in 1992. De eerste single This One's Gonna Hurt You (For a Long, Long Time), ook een duet met Tritt, was een top 10-hit in 1992, maar de vervolgsingles Now That's Country, High on a Mountain Top en Hey Baby waren minder succesvol. Kennerley en Cash behoorden opnieuw tot de bijdragende vocalisten, terwijl Ashley Cleveland en Pam Tillis beiden achtergrondzang zongen op High on a Mountain Top. Johnny Cash zorgde voor duetzang op Doin 'My Time, terwijl het nummer Me and Hank and Jumpin' Jack Flash gesampelde stemopnamen van Lester Flatt, Hank Williams sr. en Ernest Tubb bevat. Alanna Nash van Entertainment Weekly beoordeelde het album met "A" , waarbij ze de stilistische mix beter vond dan voorgaande albums, waarbij ze invloeden opmerkte van bluegrass, southern rock, rockabilly en blues in zijn bezorgings- en songkeuzes. Ook in 1992 bracht Columbia Let There Be Country uit. This One's Gonna Hurt You werd door de RIAA in 1993 gecertificeerd. Stuart won zijn tweede Grammy Award in 1993 in de categorie «Best Country Instrumental Performance», als een van de vele artiesten op Asleep at the Wheels cover van Red Wing op hun album Tribute to the Music of Bob Wills and the Texas Playboys uit 1993.
Love and Luck was zijn volgende album, uitgebracht in 1994. Slechts de single Kiss Me, I'm Gone haalde de top 40 van het project. Stuart coproduceerde het album met Brown, terwijl hij ook bijdroeg aan gitaar, mandoline en songwriting. Het eerste titelnummer van het album bevatte Vince Gill, Ricky Skaggs en Harry Stinson op achtergrondzang. Ook inbegrepen waren de twee covers If I Give My Soul van Billy Joe Shaver en Wheels van The Byrds, evenals het instrumentale mandolinenummer Marty Stuart Visits the Moon. Daniel Gioffre van AllMusic benadrukte met name deze drie nummers als een van de sterksten op het album. Nash beoordeelde het album "B".
Na dit album bracht MCA in 1995 de compilatie The Marty Party Hit Pack uit, die singles bevatte van zijn vorige MCA-albums, evenals The Whiskey Ain't Workin, het eerder niet uitgebrachte The Likes of Me en If I Ain't Got You en twee covers die eerder te vinden waren op tribute-albums met meerdere artiesten, die in 1994 werden uitgebracht. Dit waren een vertolking van Elvis Presley van Don't Be Cruel, met The Jordanaires en eerder te vinden op It's Now or Never: The Tribute to Elvis en The Weight van The Band, met The Staple Singers en eerder te vinden op Rhythm, Country and Blues. Beide covers zijn geproduceerd door Don Was, terwijl Don Cook de productie van de twee nieuwe nummers verzorgde. The Likes of Me werd eerder geknipt door Conway Twitty op zijn album Final Touches uit 1993, waarop Cook ook producent was. Beide nieuwe nummers werden in 1995 als singles uitgebracht, maar geen van beiden kwam in de top 40 van de countrymuziek terecht. Jay Orr van het tijdschrift New Country had kritiek op The Likes of Me en de twee coversongs, maar vond verder het album een goede samenvatting van Stuarts muziek. The Marty Party Hit Pack werd Stuarts vierde en laatste gouden album in 1998.
Stuart bracht in 1996 Honky Tonkin's What I Do Best uit, wat dat jaar nog twee kleinere hits opleverde in Honky Tonkin's What I Do Best (nog een duet met Tritt) en You Can't Stop Love. Het titelnummer won ook een «Vocal Event of the Year»-prijs van de Country Music Association. Nash beoordeelde het album "A-" en vond een invloed van The Beatles in Thanks to You en van deltablues in The Mississippi Mudcat and Sister Sheryl Crow.

## Carrière sinds eind jaren 1990
Stuart bracht in 1999 het album The Pilgrim uit. Het bracht dat jaar slechts één single in de hitlijst met Red, Red Wine and Cheatin' Songs, een conceptalbum gebaseerd op een liefdesdriehoek. Het album bevatte vocale bijdragen van Pam Tillis, George Jones en Emmylou Harris, evenals een gedicht voorgedragen door Johnny Cash. Een niet-gecrediteerde recensie van het album in AllMusic was grotendeels gunstig, waarin stond dat niemand een idee heeft van een commercieel countryalbum, je de pure ambitie van het project moet bewonderen, evenals het lef dat MCA Records nodig had om uit te brengen, wat neerkomt op een unieke en diep persoonlijke artistieke visie. Nadat dit album commercieel niet succesvol bleek te zijn, verliet Stuart MCA in 2000.
Zijn volgende album was Country Music uit 2003, uitgebracht bij Columbia Records. Voor dit album stelde Stuart de nieuwe begeleidingsband Marty Stuart and His Fabulous Superlatives samen, bestaande uit Harry Stinson op drums, Kenny Vaughan op gitaar en Brian Glenn op basgitaar. Op de albums stonden covers van A Satisfied Mind van Porter Wagoner, Sundown in Nashville van Carl Butler and Pearl en Walls of a Prison van Johnny Cash, evenals het duet Farmer's Blues van Merle Haggard. De twee singles If There Ain't, There Ought'a Be en Too Much Month (At the End of the Money) van het album kwamen beide in de hitlijst. Stuarts radicale experimenten van de afgelopen tien jaar hebben geresulteerd in zijn mooiste moment tot dusver.
In 2005 lanceerde Stuart het eigen platenlabel Superlatone Records om over het hoofd geziene Southern gospel en roots muziekopnamen uit te geven. Stuart bracht drie veelgeprezen collecties uit bij Superlatone, Souls' Chapel, Badlands en Live at the Ryman. In oktober 2005 bracht Stuart het conceptalbum Badlands: Ballads of the Lakota uit, dat een eerbetoon is aan de Sioux cultuur in wat nu South Dakota is. In 2007 produceerde Stuart het laatste album van Porter Wagoner bij het overwegend punklabel Epitaph Records.

## The Fabulous Superlatives
The Fabulous Superlatives, de band van Marty Stuart sinds 2002, omvat hem op gitaar en mandoline, Kenny Vaughan op gitaar en Harry Stinson op drums en van 2002 tot 2008 Brian Glenn op bas. Van 2008 tot 2015 was Paul Martin op bas. In 2015 verving Chris Scruggs Paul Martin op bas en speelde ook steelgitaar. Elk lid zingt ook.

## Muzikale stijl
In een artikel uit 1992 voor Entertainment Weekly schreef Kate Meyers dat Stuart zichzelf meer als stylist dan als zanger beschouwt, wat inhoudt dat hij kan rondkomen met een mix van benaderingen, in plaats van te vertrouwen op een fantastische eigen stem, onder vermelding van Johnny Cash, Bill Monroe en Muddy Waters als zijn belangrijkste muzikale invloeden. Stuarts muzikale imago in de jaren 1990 werd ook bepaald door zijn aparte kleding en kapsel.

## De Marty Stuart Show
Stuart is gastheer van The Marty Stuart Show, met traditionele countrymuziek in de trend van The Porter Wagoner Show, Flatt & Scruggs, de Wilburn Brothers Show en Hee Haw. The Marty Stuart Show werd uitgezonden om 20.00 uur op 1 november 2008 bij de zender RFD-TV. Hoewel er recentelijk geen nieuwe afleveringen zijn geproduceerd, blijft het netwerk oude afleveringen van de show uitzenden onder de naam The Best of the Marty Stuart Show.
Elke aflevering bevat muziek van Stuart en zijn band de Fabulous Superlatives. Stuart presenteert en produceert de afleveringen van 30 minuten, met WSM (AM) diskjockey en Grand Ole Opry-omroeper Eddie Stubbs, die als presentator van de show dienen.

## Country Music Foundation
Stuart is lid van het bestuur van de Country Music Foundation en is een voormalig president. Stuart is sinds 1992 ook lid van de Grand Ole Opry. Op 12 augustus 2020 werd Stuart geselecteerd om te worden ingewijd in de Country Music Hall of Fame.

## Privéleven
Stuarts eerste vrouw was de dochter van Johnny Cash Cindy, met wie hij getrouwd was van 1983 tot 1988. Hij is getrouwd met countryartieste Connie Smith.

## Onderscheidingen en nominaties
| Jaar | Associatie                           | Categorie                                  | Genomineerd werk                                                                                       | Resultaat   |
| ---- | ------------------------------------ | ------------------------------------------ | --- | ----------- |
| 1985 | Academy of Country Music             | Top New Male Vocalist                      | Marty Stuart                                                                                           | Genomineerd |
| 1990 | Country Music Association            | Video of the Year                          | Hillbilly Rock                                                                                         | Genomineerd |
| 1991 | Academy of Country Music             | Top Vocal Duet                             | Marty Stuart and Travis Tritt                                                                          | Genomineerd |
| 1992 | Academy of Country Music             | Top Vocal Duet                             | Marty Stuart and Travis Tritt                                                                          | Genomineerd |
| 1992 | Grammy Awards                        | Best Country Collaboration with Vocals     | The Whiskey Ain't Workin' (met Travis Tritt)                                                           | Gewonnen    |
| 1992 | Country Music Association Awards     | Vocal Event of the Year                    | The One's Gonna Hurt You (met Travis Tritt)                                                            | Gewonnen    |
| 1994 | Country Music Association Awards     | Album of the Year                          | Asleep at the Wheel: Tribute to the Music of Bob Wills & the Texas Playboys                            | Genomineerd |
| 1994 | Country Music Association Awards     | Album of the Year                          | Rhythm, Country and Blues                                                                              | Genomineerd |
| 1994 | Country Music Association Awards     | Vocal Event of the Year                    | The Devil Comes Back to Georgia (met Charlie Daniels Band, Travis Tritt, Mark O'Connor en Johnny Cash) | Genomineerd |
| 1996 | Country Music Association Awards     | Vocal Event of the Year                    | Honky Tonkin's What I Do Best (met Travis Tritt)                                                       | Genomineerd |
| 1996 | Academy of Country Music             | Top Vocal Duet                             | Marty Stuart en Travis Tritt                                                                           | Genomineerd |
| 1998 | Academy of Country Music             | Vocal Event of the Year                    | Same Old Train (met verschillende artiesten)                                                           | Gewonnen    |
| 1999 | Grammy Awards                        | Best Country Collaboration with Vocals     | Same Old Train (met verschillende artiesten)                                                           | Gewonnen    |
| 1999 | Country Music Association            | Vocal Event of the Year                    | Same Old Train (met verschillende artiesten)                                                           | Genomineerd |
| 2000 | Golden Globe Awards                  | Best Original Score                        | All the Pretty Horses                                                                                  | Genomineerd |
| 2001 | Grammy Awards                        | Best Country Instrumental Performance      | Foggy Mountain Breakdown                                                                               | Gewonnen    |
| 2004 | International Bluegrass Music Awards | Recorded Event of the Year                 | Livin', Lovin', Losin': Songs of the Louvin Brothers                                                   | Gewonnen    |
| 2005 | Americana Music Honors & Awards      | Lifetime Achievement Award for Performance | Marty Stuart                                                                                           | Gewonnen    |
| 2008 | International Bluegrass Music Awards | Recorded Event of the Year                 | Everett Lilly & Everybody and Their Brother                                                            | Gewonnen    |
| 2011 | Grammy Awards                        | Best Country Instrumental Performance      | Hummingbyrd                                                                                            | Gewonnen    |
| 2011 | Grammy Awards                        | Best Country Collaboration with Vocals     | I Run To You (met Connie Smith)                                                                        | Genomineerd |
| 2017 | Americana Music Honors & Awards      | Duo/Group of the Year                      | Marty Stuart and his Fabulous Superlatives                                                             | Gewonnen    |

1. ↑  Gedeeld met Joe Nichols, Rhonda Vincent, Emmylou Harris, Rodney Crowell, James Taylor, Alison Krauss, Vince Gill, Terri Clark, Merle Haggard, Carl Jackson, Ronnie Dunn, Rebecca Lynn Howard, Glen Campbell, Leslie Satcher, Kathy Louvin, Pamela Brown Hayes, Linda Ronstadt, Patty Loveless, Jon Randall, Harley Allen, Dierks Bentley, Larry Cordle, Jerry Salley, Dolly Parton, Sonya Isaacs, Del McCoury, Pam Tillis, Johnny Cash en The Jordanaires.
2. ↑  Gedeeld met Everett Lilly, Bea Lilly, Charles Lilly, Daniel Lilly, Mark Lilly, Rhonda Vincent, Billy Walker, Ronnie McCoury, Rob McCoury, David Ball, Charlie Cushman, Larry Stevenson, Joe Spivey, Eddie Stubbs, Jason Carter, Dickey Lee, Freddie Weller, Mike Bub, Rad Lewis, Andy May, Darrin Vincent, Marcia Campbell, Clay Rigdon, Eric Blankenship en Bill Wolfenbarger.